# جورج بارينت
جورج بارينت هو محامي وسياسي كندي، ولد في 15 ديسمبر 1879 في مدينة كيبك في كندا، وتوفي في 14 ديسمبر 1942. نشط حزبياً في الحزب الليبرالي الكندي. وقد انتخب رئيس مجلس الشيوخ ‏ (9 مايو 1940 – 14 ديسمبر 1942) وانتخب عضو مجلس الشيوخ الكندي ‏ وانتخب عضو مجلس العموم الكندي.